# 877

## Události
- Kapitulárium z Quierzy stanovuje dědičnost hraběcích hodností

## Úmrtí
- 6. října – Karel II. Holý, římský císař a první západofranský král
- Jan Scotus Eriugena, teolog

## Hlavy státu
- České knížectví – Bořivoj I.
- Velkomoravská říše – Svatopluk I.
- Papež – Jan VIII.
- Anglie – Alfréd Veliký
- Skotské království – Konstantin I. – Aedh
- Východofranská říše – Karel III. Tlustý + Karloman II. Francouzský + Ludvík III. Francouzský
- Západofranská říše – Karel II. Holý – Ludvík II. Koktavý
- První bulharská říše – Boris I.
- Kyjevská Rus – Askold a Dir
- Byzanc – Basileios I.
- Svatá říše římská – Karel II. Holý